# Nansenisen
Koordinaten: 72° 30′ S, 24° 0′ O
Das Nansenisen (norwegisch für Nanseneis) ist eine vergletscherte Region im ostantarktischen Königin-Maud-Land. Es liegt südlich und östlich der Sør Rondane. Die Region ist Fundstätte einiger Meteorite.
Wissenschaftler des Norwegischen Polarinstituts benannten sie 1962 nach dem norwegischen Polarforscher Fridtjof Nansen (1861–1930).